# Essen-Werdener Ruder-Club von 1896
Der Essen-Werdener Ruder-Club von 1896 (EWRC) ist ein Sportverein aus Essen.

## Geschichte und Lage
Der Essen-Werdener Ruder-Club von 1896 wurde im damals noch selbständigen Werden gegründet, seit der Eingemeindung 1929 ist Werden ein Stadtteil von Essen.
Das Bootsufer befindet sich auf der Südseite des Baldeneysees gegenüber vom Regattaturm. Die Vereinsflagge ist weiß mit zwei roten Streifen oben und unten, in der Mitte prangt ein rotes W.

## Bekannte Sportler
Ronja Schütte gewann 2016 Weltmeisterschaftsbronze. 2013 war sie Europameisterschaftszweite und 2014 Europameisterschaftsdritte.
Bereits beim Deutschen Meisterschaftsrudern 1948 siegte ein Leichtgewichts-Achter als Renngemeinschaft mit dem Duisburger Ruderverein.